# Рафаел Маркез
Рафаел Маркез Алварез (шп. Rafael Márquez Álvarez; Замора, 13. фебруар 1979) бивши је мексички фудбалер који је играо на позицији одбрамбеног играча.

## Каријера
Маркез је своју каријеру започео 1996. у Атласу где је одиграо преко 70 утакмица пре него што се 1999. године преселио у Лигу 1 где је четири године играо за Монако, са којим је освојио и титулу првака. Године 2003. сели се у Барселону, за коју ће одиграти преко 200 утакмица и освојити целу серију трофеја - четири титуле првака Шпаније, два Суперкупа, две Лиге шампионе те по један Куп Краља, УЕФА суперкуп и ФИФА Светско клупско првенство. Када је Барселона 2006. године у финалу Лиге шампиона савладала Арсенал, Маркез је постао први Мексиканац који је освојио то такмичење. Године 2010. прелази у Њујорк ред булсе, где су његови наступи изазивали бројне контроверзе. Након што га је клуб отпустио 2012. године, вратио се у Мексико како би играо за Леон. Након једне сезоне, прешао је у италијански клуб Верону да би се 2016. године вратио у свој први клуб Атлас.
За репрезентацију Мексика је дебитовао 1997. године те је, током те каријере, поставио неколико рекорда. Након што је био капитен екипе на Светском првенству 2014, постао је први играч у историји који је био капитен своје репрезентације на чак четири узастопна Светска првенства (2002 – 2014). Својим голом против Хрватске у групној фази СП 2014, Маркез је постао први мексички играч који је постигао гол на три узастопна Светска првенства те други, након Куаутемока Бланка, који је постигао гол на три различита првенства.

## Трофеји
Монако
- Првенство Француске (1) : 1999/00.
- Лига куп Француске (1) : 2002/03.

Барселона
- Првенство Шпаније (4) : 2004/05, 2005/06, 2008/09, 2009/10.
- Куп Шпаније (1) : 2008/09.
- Суперкуп Шпаније (2) : 2005, 2006.
- Лига шампиона (2) : 2005/06, 2008/09.
- Светско клупско првенство (1) : 2009.